# Claude Dambury
Claude Dambury (Cayenne, 30 luglio 1971) è un ex calciatore francese, di ruolo difensore.

## Palmarès

### Club

#### Competizioni nazionali
- Championnat National: 1

Stade Reims: 2003-2004